# 371 Bohemija
371 Bohemija (mednarodno ime je 371 Bohemia) je asteroid tipa S (po Tholenu) v asteroidnem pasu. Asteroid kaže po razvrščanju SMASS lastnosti treh tipov asteroidov Q, S in V. 

## Odkritje
Asteroid je odkril francoski astronom Auguste Charlois ( 1864 – 1910) 16. julija 1893 v Nici. Imenuje se po deželi Bohemiji, ki danes pripada Češki.

## Lastnosti
Asteroid Bohemija obkroži Sonce v 4,5 letih. Njegova tirnica ima izsrednost 0,061, nagnjena pa je za 7,384° proti ekliptiki .